# طريق القاهرة - الإسماعيلية الصحراوي
طريق القاهرة - الإسماعيلية الصحراوي أو طريق مصر إسماعيلية الصحراوي طريق حر وأحد الطرق الرئيسية في جمهورية مصر العربية، يربط بين العاصمة المصرية القاهرة، ومدينة الإسماعيلية على قناة السويس بطول حوالي 97 كم، وتديره الشركة الوطنية لإنشاء وتنمية الطرق، تبلغ سعة الطريق في الاتجاه الواحد خمسة حارات مرورية مخصصة للسيارات وثلاثة حارات مرورية مخصصة للنقل الثقيل.
يبدأ الطريق غربًا في نطاق محافظة القاهرة من التقاطع مع الطريق الدائري ويمتد شرقاً حتى التقاطع مع طريق الإسماعيلية - بورسعيد داخل نطاق محافظة الإسماعيلية، يمر الطريق على ثلاثة مدن رئيسية هي العبور، الشروق، والعاشر من رمضان، كما يتقاطع مع عدة طرق رئيسية هي الطريق الدائري (الأوسطي)، الطريق الدائري (الإقليمي)، ومحور 30 يونيو، ومن أبرز المعالم الموجودة على الطريق محطة عدلي منصور المركزية، والمركز الطبي العالمي.